# Eurhynchium confertum
Eurhynchium confertum là một loài rêu trong họ Brachytheciaceae. Loài này được Dicks. Milde mô tả khoa học đầu tiên năm 1869.